# アニメ・ナビu
『アニメ・ナビu』（アニメ・ナビュー）は、2008年から2011年にサンテレビで年2回放送されていたアニメ系の情報番組、番宣番組。全8回放送。

## 概要
改編期を経てサンテレビで新たに放送を開始するアニメ番組の情報を提供するナビゲート番組で、毎年4月と10月の初め頃に放送していた。原則として30分枠番組だが、第3回のみは紹介する番組の数が少なかったため、半分の15分枠となった。
司会は、サンテレビと同じ兵庫県を放送対象地域としているラジオ関西の『青春ラジメニア』でパーソナリティも務める南かおりと、「エヴァンゲリオン漫才」で知られるお笑いコンビ・桜の桜 稲垣早希。ただし、第3回までは稲垣ではなく「ポンバシ系」として知られる天津の向清太朗が出演していた。
この他にも、「ナビu隊」と呼ばれるスタジオ観覧者が十数人おり（毎回番組ページ内で募集）、スタジオで先に視聴した各作品の感想を述べてもらうコーナーもあった。また、紹介された作品の中から、台本などのプレゼントが行われるのも特徴の1つであった。
なお、サンテレビではアニメ作品に関する情報番組が放送された実績はほぼ皆無であるため、当番組は極めて珍しい例である（関西地区ではKBS京都のみで放送されることがほとんどである）。

## 放送日時
| 回 | 放送日時                         | サイズ           | 作品数 | 司会者                      | ゲスト                    | スポンサー                     |
| -- | -------------------------------- | ---------------- | ------ | --------------------------- | ------------------------- | ------------------------------ |
| 1  | 2008年3月30日 日曜 24:30 - 25:00 | 4:3              | 8本    | 南かおり、 向清太朗（天津） |                           |                                |
| 2  | 2008年10月3日 金曜 25:10 - 25:40 | 4:3              | 8本    | 南かおり、 向清太朗（天津） | 桜                        |                                |
| 3  | 2009年4月1日 水曜 26:10 - 26:25  | 4:3              | 5本    | 南かおり、 向清太朗（天津） |                           |                                |
| 4  | 2009年10月2日 金曜 26:20 - 26:50 | CM:16:9 本編:4:3 | 9本    | 南かおり、 稲垣早希（桜）   |                           | 代々木アニメーション学院       |
| 5  | 2010年4月4日 日曜 24:30 - 25:00  | 16:9             | 6本    | 南かおり、 稲垣早希（桜）   |                           | アイドル喫茶店 「HAPPY☆STARS」 |
| 6  | 2010年10月2日 土曜 24:25 - 24:55 | 16:9             | 8本    | 南かおり、 稲垣早希（桜）   | 小寺真理 （アシスタント） | Maginifica                     |
| 7  | 2011年4月4日 月曜 24:00 - 24:30  | 16:9             | 8本    | 南かおり、 稲垣早希（桜）   | 小寺真理 （アシスタント） | 提供なし                       |
| 8  | 2011年10月4日 火曜 24:00 - 24:30 | 16:9             | 9本    | 南かおり ぬまっち           | 小寺真理 （アシスタント） |                                |

## 作品一覧
| 放送回 | 作品名                                        | 放送日時           | 備考                                                  | KBS京都 |
| ------ | --------------------------------------------- | ------------------ | ----------------------------------------------------- | ------- |
| 第1回  | D.C.II S.S. 〜ダ・カーポII セカンドシーズン〜 | 月曜 24:00 - 24:30 |                                                       | ○       |
| 第1回  | あまつき                                      | 月曜 26:10 - 26:40 |                                                       | ○       |
| 第1回  | 我が家のお稲荷さま。                          | 火曜 24:00 - 24:30 | 台本のプレゼントあり                                  | ○       |
| 第1回  | イタズラなKiss                                | 火曜 25:10 - 25:40 | CBC製作                                               |         |
| 第1回  | 仮面のメイドガイ                              | 火曜 26:10 - 26:40 |                                                       | ○       |
| 第1回  | フタコイ オルタナティブ                       | 水曜 26:10 - 26:40 | 2006年にテレビ大阪で放送 されているため（実質）再放送 |         |
| 第1回  | ドルアーガの塔 〜the Aegis of URUK〜          | 金曜 26:10 - 26:40 |                                                       | ○       |
| 第1回  | BLASSREITER                                   | 日曜 25:30 - 26:00 | 台本のプレゼントあり                                  |         |
| 第2回  | 屍姫 赫                                       | 月曜 24:00 - 24:30 |                                                       | ○       |
| 第2回  | 純情ロマンチカ2                               | 月曜 26:10 - 26:40 | 第1期はKBS京都で放送                                  |         |
| 第2回  | 喰霊-零-                                      | 火曜 24:00 - 24:30 |                                                       | ○       |
| 第2回  | ef - a tale of melodies.                      | 火曜 26:10- 26:40  |                                                       | ○       |
| 第2回  | まかでみ・WAっしょい!                         | 水曜 26:10 - 26:40 |                                                       |         |
| 第2回  | フルメタル・パニック? ふもっふ                | 木曜 24:40 - 25:10 | 2003年にフジテレビで放送                              | ○       |
| 第2回  | 伯爵と妖精                                    | 木曜 26:10 - 26:40 |                                                       | ○       |
| 第2回  | 鉄のラインバレル                              | 金曜 25:40 - 26:10 | CBC製作                                               |         |
| 第3回  | アスラクライン                                | 月曜 24:00 - 24:30 |                                                       | ○       |
| 第3回  | シャングリ・ラ                                | 火曜 24:00 - 24:30 |                                                       | ○       |
| 第3回  | タユタマ -Kiss on my Deity-                   | 水曜 26:10 - 26:40 |                                                       |         |
| 第3回  | 涼宮ハルヒの憂鬱（2009年版）                  | 木曜 24:40 - 25:10 |                                                       | ○       |
| 第3回  | クイーンズブレイド 流浪の戦士                 | 木曜 26:10 - 26:40 |                                                       |         |
| 第4回  | アスラクライン2                               | 月曜 24:00 - 24:30 |                                                       | ○       |
| 第4回  | 生徒会の一存                                  | 月曜 26:10 - 26:40 |                                                       |         |
| 第4回  | そらのおとしもの                              | 火曜 24:00 - 24:30 | 台本のプレゼントあり                                  | ○       |
| 第4回  | 11eyes                                        | 火曜 26:10 - 26:40 |                                                       |         |
| 第4回  | 聖剣の刀鍛冶                                  | 水曜 26:10 - 26:40 |                                                       |         |
| 第4回  | KIDDY GiRL-AND                                | 木曜 24:40 - 25:10 | 第1期は関西テレビで放送                               |         |
| 第4回  | クイーンズブレイド 玉座を継ぐ者               | 木曜 26:10 - 26:40 |                                                       |         |
| 第4回  | 真・恋姫†無双                                 | 金曜 26:20 - 26:50 |                                                       |         |
| 第4回  | けんぷファー                                  | 日曜 25:30 - 26:00 | TBS製作                                               |         |
| 第5回  | 薄桜鬼                                        | 月曜 24:00 - 24:30 |                                                       | ○       |
| 第5回  | 裏切りは僕の名前を知っている                  | 火曜 24:00 - 24:30 | ポスターのプレゼントあり                              | ○       |
| 第5回  | いちばんうしろの大魔王                        | 火曜 26:10 - 26:40 | ポスターとポストカードの プレゼントあり               |         |
| 第5回  | 一騎当千 XTREME XECUTOR                       | 水曜 26:10 - 26:40 |                                                       |         |
| 第5回  | 迷い猫オーバーラン!                           | 木曜 26:10 - 26:40 |                                                       |         |
| 第5回  | 真・恋姫†無双 〜乙女大乱〜                    | 金曜 26:20 - 26:50 |                                                       |         |
| 第6回  | 薄桜鬼 碧血録                                 | 月曜 24:00 - 24:30 | インタビューVTR：吉岡亜衣加                           | ○       |
| 第6回  | パンティ&ストッキングwithガーターベルト       | 月曜 25:40 - 26:10 |                                                       |         |
| 第6回  | そらのおとしもの f                            | 月曜 26:10 - 26:40 |                                                       | ○       |
| 第6回  | えむえむっ!                                   | 火曜 24:00 - 24:30 |                                                       |         |
| 第6回  | もっとTo LOVEる -とらぶる-                    | 火曜 26:10 - 26:40 | 第1期は毎日放送で放送された                           |         |
| 第6回  | 百花繚乱 サムライガールズ                     | 水曜 26:10 - 26:40 |                                                       |         |
| 第6回  | それでも町は廻っている                        | 木曜 26:10 - 26:40 | TBS製作                                               |         |
| 第6回  | スーパーロボット大戦OG ジ・インスペクター     | 金曜 26:20 - 26:50 |                                                       | ○       |
| 第7回  | アスタロッテのおもちゃ!                       | 月曜 24:00 - 24:30 |                                                       | ○       |
| 第7回  | デッドマン・ワンダーランド                    | 月曜 25:35 - 26:05 |                                                       |         |
| 第7回  | 世界一初恋                                    | 月曜 26:05 - 26:35 |                                                       | ○       |
| 第7回  | 日常                                          | 火曜 24:00 - 24:30 |                                                       | ○       |
| 第7回  | STEINS;GATE                                   | 火曜 26:05 - 26:35 |                                                       |         |
| 第7回  | 俺たちに翼はない                              | 水曜 26:05 - 26:35 |                                                       |         |
| 第7回  | 星空へ架かる橋                                | 木曜 26:05 - 26:35 |                                                       |         |
| 第7回  | そふてにっ                                    | 金曜 26:15 - 26:45 |                                                       |         |
| 第8回  | C3 -シーキューブ-                             | 月曜 24:35 - 25:05 |                                                       | ○       |
| 第8回  | ラストエグザイル-銀翼のファム-                | 月曜 25:35 - 26:05 | CBC制作                                               |         |
| 第8回  | 世界一初恋2                                   | 月曜 26:05 - 26:35 |                                                       | ○       |
| 第8回  | 未来日記                                      | 火曜 24:00 - 24:30 |                                                       | ○       |
| 第8回  | ましろ色シンフォニー -The color of lovers-    | 火曜 26:05 - 26:35 |                                                       |         |
| 第8回  | たまゆら〜hitotose〜                          | 水曜 24:35 - 25:05 |                                                       |         |
| 第8回  | ゼロの使い魔傑作選 よりぬきゼロの使い魔       | 水曜 26:05 - 26:35 | [ 注 5 ]                                              |         |
| 第8回  | マケン姫っ!                                   | 木曜 24:35 - 25:05 |                                                       |         |
| 第8回  | 真剣で私に恋しなさい!                         | 金曜 26:15 - 26:45 |                                                       | ○       |

## その他の特記事項
- 「ナビuくん」というマスコットキャラクターがおり、キャラクター名義で公式ブログの運営やmixiに参加するなどの活動も行っていた。
- 第4回では代々木アニメーション学院、第5回では京都の河原町にあるアイドル喫茶店「HAPPY☆STARS」がそれぞれ単独でスポンサーとなっている。後者については、同店で活躍するアイドル数名も番組に参加し、店の宣伝や入店用のチケットのプレゼントも行われた。この他にも、ショップ・マニフィカの通販CMが第4回まで毎回放送していた。
- 長らくハイビジョン制作は行われていなかったが、第5回から実施されていた（番宣CMは第4回から）。これは、番組内で使用されるアニメ作品の映像と画面比との兼ね合いなどによるものだが、ハイビジョン化以降もアナログ放送では全編サイドカットとなっていた（これは、16:9のワイドサイズで制作されているアニメ作品の映像も例外ではない）。
- 第6回では南かおりが高校2年生の文化祭で、リン・ミンメイの自作コスプレで『愛・おぼえていますか』を歌う写真が公開された。
- 第7回は初の全編ロケで行われており稲垣と南の2人がアフレコに挑戦しておりそのアドバイス役として『ONE PIECE 3D 麦わらチェイス』に出演する田中真弓と岡村明美、同時上演の『トリコ 3D 開幕!グルメアドベンチャー!!』に出演する置鮎龍太郎の3人がアドバイザーとして映像出演した。